# 한티로 (칠곡 군위)
한티로(Hanti-ro)는 경상북도 칠곡군 동명면 동명삼거리 에서 대구광역시 군위군 부계면 부계교차로 를 잇는 도로이다.

## 주요 경유지
경상북도
- 칠곡군 (동명면)

대구광역시
- 군위군 부계면

## 노선 경로
| 이름             | 접속 노선               | 소재지 | 소재지                                 | 비고                        |
| ---------------- | ----------------------- | ------ | -------------------------------------- | --------------------------- |
| 기성삼거리       | 국도 제5호선 (경북대로) | 칠곡군 | 동명면                                 | 국가지원지방도 제79호선구간 |
| 구덕네거리       | 구남로                  | 칠곡군 | 동명면                                 | 국가지원지방도 제79호선구간 |
| 송림삼거리       | 송림길                  | 칠곡군 | 동명면                                 | 국가지원지방도 제79호선구간 |
| 기성삼거리       | 팔공산로                | 칠곡군 | 동명면                                 | 국가지원지방도 제79호선구간 |
| 법성사거리       | 기성3길                 | 칠곡군 | 동명면                                 |                             |
| 한티재           |                         | 칠곡군 | 동명면                                 |                             |
|                  | 군위군                  | 부계면 |                                        |                             |
| 둔덕 교차로      | 군위군                  | 부계면 | 국가지원지방도 제79호선 (팔공산터널로) |                             |
| 제2석국암 교차로 | 군위군                  | 부계면 | 국가지원지방도 제79호선 (팔공산터널로) |                             |
| 대율교           | 군위군                  | 부계면 |                                        |                             |
| 대율 교차로      | 군위군                  | 부계면 | 국가지원지방도 제79호선 (팔공산터널로) |                             |
| 가호교           | 군위군                  | 부계면 |                                        |                             |
| 부계 교차로      | 군위군                  | 부계면 | 지방도 제919호선 (치산호령로)          |                             |

## 주요 시설및 건물
- 동명119안전센터 (한티로 216/구덕리 113-4)